# Challenge Yves du Manoir 1951-1952
Navigation
Challenge Yves du Manoir 1938-1939 Challenge Yves du Manoir 1952-1953
Le Challenge Yves du Manoir 1951-1952, alors nommé Challenge de l'Amitié pour cette édition, est la 9e édition du Challenge Yves du Manoir.
Il met aux prises quatre équipes invitées et réparties en une seule poule. La compétition est remportée par la Section paloise.

## Réactivation du Challenge
La renaissance du Challenge a été permise après les incidents de la finale de la Coupe de France 1951 entre Lourdes et Tarbes. En effet, lors du derby bigourdan, les bagarres pendant le match ont scandalisé les instances du rugby, notamment anglaise de la RFU.
Ainsi, la RFU interpela la FFR et lança un ultimatum au dirigeant Alfred Eluère. Dirigeants et presse se souviennent de l'exclusion de la France du V nations en 1931. Dès lors, sous pression britannique, le président de la FFR, acta la suppression de la Coupe de France, lors du 26e congrès de la FFR du 30 juin 1951 à Brive-la-Gaillarde.
Aussitôt, en vertu du calendrier ainsi allégé, le Racing CF et l'AS Montferrand, deux des fondateurs du Challenge, ainsi que Bayonne et Pau, décidèrent de faire revivre la compétition sous le nom de Challenge de l’amitié, mais avec le trophée du Du-Manoir dont la Section paloise était la détentrice.

## Classement final
L'attribution des points est la suivante : victoire = 3 points ; nul = 2 points ; défaite = 1 point.
| \| Rang \| Club \| J \| V \| N \| D \| Bo \| Bd \| Pm \| Pe \| Diff \| Pts \| \| ---- \| ---------------- \| - \| - \| - \| - \| -- \| -- \| -- \| -- \| ---- \| --- \| \| 1 \| Section paloise \| 6 \| 4 \| 0 \| 2 \| 0 \| 0 \| 19 \| 0 \| +19 \| 14 \| \| 2 \| Racing CF \| 6 \| 3 \| 0 \| 3 \| 0 \| 0 \| 11 \| 0 \| +11 \| 12 \| \| 3 \| Aviron bayonnais \| 6 \| 3 \| 0 \| 3 \| 0 \| 0 \| 0 \| 12 \| -12 \| 12 \| \| 4 \| AS Montferrand \| 6 \| 2 \| 0 \| 4 \| 0 \| 0 \| 0 \| 18 \| -18 \| 10 \| |                  |   |   |   |   |    |    |    |    |      |     |
| Rang | Club             | J | V | N | D | Bo | Bd | Pm | Pe | Diff | Pts |
| 1 | Section paloise  | 6 | 4 | 0 | 2 | 0  | 0  | 19 | 0  | +19  | 14  |
| 2 | Racing CF        | 6 | 3 | 0 | 3 | 0  | 0  | 11 | 0  | +11  | 12  |
| 3 | Aviron bayonnais | 6 | 3 | 0 | 3 | 0  | 0  | 0  | 12 | -12  | 12  |
| 4 | AS Montferrand   | 6 | 2 | 0 | 4 | 0  | 0  | 0  | 18 | -18  | 10  |

## Résultats détaillés

### 1rejournée
| Date           | Équipe (domicile) | Score  | Équipe (extérieure) | Lieu                    |
| -------------- | ----------------- | ------ | ------------------- | ----------------------- |
| 7 octobre 1951 | Racing CF         | 23 - 8 | AS Montferrand      | Stade Buffalo, Paris    |
| 7 octobre 1951 | Aviron bayonnais  | 8 - 13 | Section paloise     | Stade de Hardoy, Anglet |

### 2ejournée
| Date            | Équipe (domicile) | Score   | Équipe (extérieure) | Lieu                                    |
| --------------- | ----------------- | ------- | ------------------- | --------------------------------------- |
| 14 octobre 1951 | AS Montferrand    | 13 - 16 | Aviron bayonnais    | Stade Marcel-Michelin, Clermont-Ferrand |
| 14 octobre 1951 | Section paloise   | 6 - 8   | Racing CF           | Stade de la Croix du Prince, Pau        |

### 3ejournée
| Date            | Équipe (domicile) | Score | Équipe (extérieure) | Lieu                                    |
| --------------- | ----------------- | ----- | ------------------- | --------------------------------------- |
| 21 octobre 1951 | Racing CF         | 3 - 8 | Aviron bayonnais    | Stade Buffalo, Paris                    |
| 21 octobre 1951 | AS Montferrand    | 8 - 3 | Section paloise     | Stade Marcel-Michelin, Clermont-Ferrand |

### 4ejournée
| Date             | Équipe (domicile) | Score  | Équipe (extérieure) | Lieu                                    |
| ---------------- | ----------------- | ------ | ------------------- | --------------------------------------- |
| 30 décembre 1951 | AS Montferrand    | 18 - 9 | Racing CF           | Stade Marcel-Michelin, Clermont-Ferrand |
| 30 décembre 1951 | Section paloise   | annulé | Aviron bayonnais    | Stade de la Croix du Prince, Pau        |

| Date            | Équipe (domicile) | Score  | Équipe (extérieure) | Lieu                             |
| --------------- | ----------------- | ------ | ------------------- | -------------------------------- |
| 10 février 1952 | Section paloise   | 14 - 0 | Aviron bayonnais    | Stade de la Croix du Prince, Pau |

### 5ejournée
| Date            | Équipe (domicile) | Score   | Équipe (extérieure) | Lieu                    |
| --------------- | ----------------- | ------- | ------------------- | ----------------------- |
| 13 janvier 1952 | Racing CF         | 8 - 12  | Section paloise     | Stade Buffalo, Paris    |
| 13 janvier 1952 | Aviron bayonnais  | 24 - 13 | AS Montferrand      | Stade de Hardoy, Anglet |

### 6ejournée
| Date           | Équipe (domicile) | Score  | Équipe (extérieure) | Lieu                             |
| -------------- | ----------------- | ------ | ------------------- | -------------------------------- |
| 3 février 1952 | Aviron bayonnais  | 3 - 13 | Racing CF           | Stade de Hardoy, Anglet          |
| 3 février 1952 | Section paloise   | remis  | AS Montferrand      | Stade de la Croix du Prince, Pau |

| Date            | Équipe (domicile) | Score | Équipe (extérieure) | Lieu                             |
| --------------- | ----------------- | ----- | ------------------- | -------------------------------- |
| 17 février 1952 | Section paloise   | 3 - 0 | AS Montferrand      | Stade de la Croix du Prince, Pau |